# سراسقف‌نشین کاتولیک رومی نیویورک
سراسقف‌نشین کاتولیک رومی نیویورک (انگلیسی: Roman Catholic Archdiocese of New York) یک سراسقف‌نشین کاتولیک لاتین در ایالت نیویورک است.
این سراسقف‌نشین بخش‌های منهتن، برانکس و استتن آیلند در نیویورک و شهرستان‌های داچس، اورنج، پاتنم، راکلند، سالیوان، اولستر و وستچستر نیویورک را در بر می‌گیرد. سراسقف‌نشین نیویورک با دربرگرفتن ۲۹۶ پریش و خدمت به ۲٬۸ میلیون کاتولیک علاوه بر صدها مدرسه، بیمارستان و خیریه کاتولیک، دومین اسقف نشین بزرگ در آمریکا است. سراسقف‌نشین همچنین حوزه علمیه شناخته شده سینت جوزف که به دانوودی مشهور است را نیز اداره می‌کند. سراسقف‌نشین نیویورک سریر کلانشهری استان کلیسایی نیویورک است.